# Krzysztof Gała
Krzysztof Gała (ur. 30 marca 1996 w Łodzi) – polski łyżwiarz figurowy, startujący w konkurencji solistów. Uczestnik mistrzostw świata juniorów, mistrz Polski (2017).

## Osiągnięcia
| Zawody                                | 11–12          | 12–13          | 13–14          | 14–15          | 15–16          | 16–17          | 17–18          | 18–19          | 19–20          |                |                |                |                |                |                |                |                |
| Międzynarodowe                        | Międzynarodowe | Międzynarodowe | Międzynarodowe | Międzynarodowe | Międzynarodowe | Międzynarodowe | Międzynarodowe | Międzynarodowe | Międzynarodowe | Międzynarodowe | Międzynarodowe | Międzynarodowe | Międzynarodowe | Międzynarodowe | Międzynarodowe | Międzynarodowe | Międzynarodowe |
| ------------------------------------- | -------------- | -------------- | -------------- | -------------- | -------------- | -------------- | -------------- | -------------- | -------------- | -------------- | -------------- | -------------- | -------------- | -------------- | -------------- | -------------- | -------------- |
| CS Denkowa-Stawiski Cup               |                |                |                |                | 7              |                |                |                |                |                |                |                |                |                |                |                |                |
| CS Memoriał Ondreja Nepeli            |                |                |                |                |                |                |                | 12             |                |                |                |                |                |                |                |                |                |
| CS Warsaw Cup                         |                |                |                |                | 13             | 17             |                |                | 25             |                |                |                |                |                |                |                |                |
| International Challenge Cup           |                |                |                |                |                | 11             |                |                |                |                |                |                |                |                |                |                |                |
| Mentor Toruń Cup                      |                |                |                |                | 4              | 11             | 4              |                |                |                |                |                |                |                |                |                |                |
| Slovenia Open                         |                |                |                |                |                |                | 6              |                |                |                |                |                |                |                |                |                |                |
| Warsaw Cup                            |                |                |                |                |                |                |                | 20             |                |                |                |                |                |                |                |                |                |
| Międzynarodowe: Kategorie młodzieżowe |                |                |                |                |                |                |                |                |                |                |                |                |                |                |                |                |                |
| Mistrzostwa świata juniorów           |                |                | 37             | 38             |                |                |                |                |                |                |                |                |                |                |                |                |                |
| JGP w Estonii                         |                |                |                | 15             |                |                |                |                |                |                |                |                |                |                |                |                |                |
| JGP na Łotwie                         |                |                | 18             |                |                |                |                |                |                |                |                |                |                |                |                |                |                |
| JGP w Niemczech                       |                |                |                | 17             |                |                |                |                |                |                |                |                |                |                |                |                |                |
| JGP w Polsce                          | 17             |                | 21             |                |                |                |                |                |                |                |                |                |                |                |                |                |                |
| JGP w Słowenii                        |                | 17             |                |                |                |                |                |                |                |                |                |                |                |                |                |                |                |
| JGP we Włoszech                       | 21             |                |                |                |                |                |                |                |                |                |                |                |                |                |                |                |                |
| Mentor Toruń Cup                      |                | 3 J            | 6 J            | 1 J            |                |                |                |                |                |                |                |                |                |                |                |                |                |
| Warsaw Cup                            | 4 J            |                | 2 J            |                |                |                |                |                |                |                |                |                |                |                |                |                |                |
| Krajowe                               |                |                |                |                |                |                |                |                |                |                |                |                |                |                |                |                |                |
| Mistrzostwa Polski                    |                | 4              | 2              | 2              | 3              | 1              | 2              | 2              |                |                |                |                |                |                |                |                |                |
| Mistrzostwa Polski juniorów           | 2              | 2              | 1              | 1              |                |                |                |                |                |                |                |                |                |                |                |                |                |